# Дюрант, Уильям Джеймс
Уильям Джеймс Дюрант (5 ноября 1885, Норт-Адамс, Массачусетс — 7 ноября 1981, Лос-Анджелес, Калифорния) — американский писатель, историк и философ. Наиболее известен как автор 11-томной «Истории цивилизации», которую он написал совместно со своей женой Ариэль Дюрант, и которая была опубликована между 1935 и 1975 годами. другая известная работа —  «История философии», созданная в 1926 году и охарактеризованная как «новаторская работа, способствующая популяризации философии».
Уильям и Ариэль Дюрант были награждены Пулитцеровской премией за нехудожественную литературу (1968) и Президентской медалью свободы (1977).

## Биография
Уильям (Уилл) Джеймс Дюрант родился в Норт-Адамс, Массачусетс. Его родители, Жозеф Дюран и Мари Олар были франко-канадского происхождения, частью т. н. Квебекской эмиграции. Родители предназначали его для духовной карьеры.
Он получил начальное образование в приходской католической школе. В 1900 году он поступил в Школу св. Петра в Джерси-сити (St. Peter’s Preparatory School), позднее — в Колледж св. Петра (Saint Peter’s College) в Джерси-Сити, католическое учебное заведение, руководимое орденом Иезуитов.
В 1903 году, в публичной библиотеке Джерси-Сити, он открыл для себя труды Ч. Дарвина, Т. Хаксли, Г. Спенсера и Э. Геккеля. Таким образом, в возрасте 18 лет, Дюрант начал приходить к мысли, что не может с чистой совестью принять обет священника.
В 1905 году началось его увлечение социалистической философией. Он окончил колледж в 1907 году и короткое время работал репортером в New York Evening Journal. С осени 1907 году он стал преподавать латынь, французский и английский языки и геометрию в католическом колледже Сетон Холл (Seton Hall College) в Соут-Оранж (South Orange), Нью-Джерси. При этом он был ещё и библиотекарем колледжа. В 1909 году он поступил в духовную семинарию, являвшуюся частью колледжа, надеясь сочетать социализм с духовной карьерой, но оставил семинарию в 1911 году и перебрался в Нью-Йорк с 40 долларами в кармане и четырьмя книгами. Это вызвало многолетний разрыв с родителями.
В 1911 году он стал преподавателем-директором Современной школы Феррера (Modern School). Это учебное заведение было анархистско-либертарианским экспериментом в области образования. Главный спонсор школы, Алден Фримен, подарил ему летнее путешествие в Европу для «расширения горизонта». Вернувшись в Америку, Дюрант влюбился в одну из своих учениц — Хаю (Иду) Кауфман (позднее она стала использовать имя Ариэль). Чтобы жениться на ней, в 1913 году Дюрант оставил свою должность и содержал семью чтением лекций, получая 5 — 10 долларов за выступление. В то же время он посещал Колумбийский университет, готовясь к магистерской степени. За обучение платил Алден Фримен. В университете его учителями были выдающиеся ученые: по биологии — Т. Морган (Thomas Hunt Morgan), по антропологии — Дж. Мак-Грегор (J. H. McGregor), по психологии — Р. Вудворт (Robert S. Woodworth) и А. Поффенбергер (Albert Th. Poffenberger), по философии — Ф. Вудбридж (Frederick James Eugene Woodbridge) и Дж. Дьюи.
В 1917 году, выполняя требование, предъявляемое к соискателям степени доктора философии (Ph. D.), Дюран опубликовал свою первую книгу «Философия и общественные проблемы» (Philosophy and the Social Problem). Книга посвящена Алдену Фримену. Дюран получил докторскую степень в 1917 году и начал преподавать в Колумбийском университете, но Первая мировая война внесла сумятицу в преподаваемые курсы, и Дюран был уволен.
Он начал читать лекции по истории, философии, музыке и научным дисциплинам в Храме Труда, бывшем помещении пресвитерианской церкви на углу 14-й Стрит и 2-й Авеню в Нью-Йорке. Это подготовило его к написанию в дальнейшем «Истории о философии» (Story of Philosophy) и «Истории о цивилизации» (Story of Civilization). Его аудиторией были взрослые, требовавшие ясного изложения и желавшие понять связь истории с современностью. В 1921 году Дюран организовал Школу Храма Труда для взрослых.
В браке супругов Дюрант родилась дочь Этель. Также они усыновили мальчика.

### История философии
В одно из воскресений Эмануил Холдеман-Джулиус (E. Haldeman-Julius), издатель популярной просветительской серии «Голубые книжки», проходил мимо «Храма Труда» и увидал объявление о том, что в 5 часов вечера Дюран будет рассказывать о Платоне. Издатель вошёл, выслушал лекцию, и она ему понравилась. Позже он попросил Дюрана написать текст этой лекции в форме, подходящей для серии «Голубые книжки». После этой брошюры последовала книжка об Аристотеле и ещё девять в этом же роде: Френсис Бэкон, Спиноза, Вольтер и французское просвещение, Иммануил Кант и германский идеализм, Шопенгауэр, Герберт Спенсер, Фридрих Ницше, современные европейские философы — Анри Бергсон, Бенедетто Кроче, Бертран Рассел, современные американские философы — Джордж Сантаяна, Уильям Джеймс, Джон Дьюи. Эти 11 брошюр стали книгой «История о философии». Название книги — Story of Philosophy, а не History of Philosophy — должно было дать понять, что книга предназначена для читателей с не очень высоким уровнем образования. Это скорее истории о философах, чем история философии. Книга имела большой успех, за несколько лет было продано 2 миллиона экземпляров; впоследствии она была переведена на многие языки.
Этот финансовый успех дал возможность Дюрану приняться за проект, о котором он мечтал: написать книгу, вроде той, которую не успел написать Г. Бокль — историю цивилизации. Он оставил преподавание, но иногда отвлекался от своей главной работы для сочинения журнальных статей. Впоследствии многие из этих эссе вошли в книгу «Дворцы философии» (The Mansions of Philosophy), вышедшую в 1929 г. и позже переизданную под заголовком «Наслаждение философией» (The Pleasure of Philosophy). Название перекликается с названием книги Боэция «Утешение философией».

### История цивилизации
Первоначально Дюран планировал написать пять томов и потратить по пять лет на каждый. Первый из них, «Наше восточное наследие» (Our Oriental Heritage), вышел в 1935 году. Чтобы написать этот том, объёмом более чем в тысячу страниц полного формата, он дважды объехал вокруг света. Том содержит описание развитие цивилизации в Азии от древнейших времён до Ганди и Чан Кай-ши. На написание тома ушло шесть лет.
Второй том, «Жизнь Греции» (The Life of Greece) вышел в 1939 году. Он описывает эллинистическую культуру от древнейших предшественников на Крите и в Азии до поглощения Римом. В 1997 году вышел перевод этого тома на русский язык, Москва, Крон-Пресс.
Третий том, «Цезарь и Христос» (Caesar and Christ) вышел в 1944 году. В нём рассказывается история Рима от Ромула до императора Константина. Русский перевод вышел в 1995 году, Москва, Крон-Пресс.
Четвёртый том, «Век веры» (The Age of Faith) вышел в 1950 году. Этот том описывает историю трёх цивилизаций, христианской, мусульманской и иудейской, за тысячу лет: от императора Константина до Данте, от 325 года до 1321 год.
Пятый том, «Ренессанс», (The Renaissance) вышел в 1953 г. Этот том начинается с Петрарки и Бокаччио в XIV в., идёт во Флоренцию за Медичи, художниками, поэтами и гуманистами, превратившими Флоренцию в новые Афины, рассказывает трагическую историю Савонаролы, следует в Милан с Леонардо да Винчи, в Умбрию с Пьетро делла Франческа и Перуджино, в Мантую с Мантеньей и Изабеллой д’Эсте, в Феррару с Ариосто, в Венецию с Джорджоне, Беллини и Алдусом Манутиусом, в Парму с Корреджио, в Урбино с Кастильоне, в Неаполь с Альфонсо Великодушным, в Рим с великими папами Ренессанса, покровителями Рафаэля и Микеланджело, снова в Венецию с Тицианом, Аретино, Тинторетто, и Веронезе и снова во Флоренцию с Челлини.
Шестой том, «Реформация» (The Reformation) вышел в 1957 году. Подзаголовок: «История европейской цивилизации от Виклифа до Кальвина: 1300—1564 годы».
Седьмой том, «Начало Века Разума» (The Age of Reason Begins) вышел в 1961 году. Подзаголовок: «История европейской цивилизации во времена Шекспира, Бэкона, Монтеня, Рембрандта, Галилея и Декарта: 1558—1648 годы»
Восьмой том, «Век Людовика XIV» (The Age of Louis XIV) вышел в 1963 году. Подзаголовок: «История европейской цивилизации во времена Паскаля, Мольера, Кромвеля, Мильтона, Петра Великого, Ньютона и Спинозы: 1648—1715 годы» Начиная с этого тома имя Ариэль Дюран появляется на обложке рядом с именем мужа.
Девятый том, «Век Вольтера» (The Age of Voltaire) вышел в 1965 году. Подзаголовок: «История цивилизации в Западной Европе от 1715 года до 1756 года с уделением особого внимания конфликту между религией и философией.».
Десятый том, «Руссо и Революция» (Rousseau and Revolution) вышел в 1967 году. Подзаголовок: «История цивилизации во Франции, Англии и Германии от 1756 года до 1756 года и в остальной Европе от 1715 года до 1789 года».
Одиннадцатый том, «Век Наполеона» (The Age of Napoleon) вышел в 1975 году. Подзаголовок: «История европейской цивилизации от 1789 года до 1815 года»

### Работы о России
В 1933 году Уильям Дюрант опубликовал работу Трагедия России: Впечатления от краткого визита, и вскоре после этого — «Урок России». Через несколько лет после того, как книги были опубликованы, социальный комментатор Уилл Роджерс, участвуя на одном симпозиуме, включил его в список участников данного мероприятия. Позже он назвал его одним из лучших и бесстрашных писателей о России, которые там побывали.

### Взгляды и общественная деятельность
В апреле 1944 года два лидера еврейской и христианской общественности, мистер Мейер Давид и доктор Христиан Ричард, обратились к Дюрану с просьбой о сотрудничестве в деле организации движения с целью повышения стандартов морали. Дюран отговорил их от этого предприятия и предложил взамен разработать «Декларацию взаимозависимости». Втроём они разработали такой документ и обнародовали его 22 марта 1945 года во время гала-представления в Голливуде. Главными ораторами, кроме Дюрана, были писатель Томас Манн и киноактриса Бет Дэвис. Движение достигло высшей точки, когда Декларация взаимозависимости была зарегистрирована в качестве официального документа Конгресса США.
Текст декларации:

Декларация Взаимозависимости
При том, что уважение свободы и достоинства людей позволило прогрессу человечества достичь высокой ступени, стало желательным снова подтвердить следующие очевидные истины:
что различия расы, цвета кожи и религии естественны, и что разнообразные группы, общественные институты и идеи являются стимулирующим фактором в развитии Человека;
что поддержание гармонии в разнообразии является ответственной задачей религии и государственного управления;
что, поскольку ни один индивидуум не может выражать полную Истину, существенно необходимо проявлять понимание и добрую волю к тем, чьи взгляды отличаются он наших собственных;
что, согласно свидетельству Истории, нетерпимость есть дверь к насилию, жестокости и диктатуре, и
что реализация человеческой взаимозависимости и солидарности есть лучшая защита Цивилизации.
Следуя этому, мы торжественно выражаем решимость и призываем других к совместному действию,
чтобы поддерживать и распространять братство людей через доброжелательность и уважение;
бороться за человеческое достоинство и добродетель и охранять их без различия расы, цвета кожи и религии;
во взаимодействии с другими бороться против всякой враждебности, проистекающей из таких различий, и за объединение всех групп в честной игре цивилизованной жизни;

Наши корни в Свободе, мы связаны содружеством перед лицом опасности и кровной общностью человечества. Мы снова провозглашаем, что все люди — братья и взаимная терпимость — цена свободы.

### Наиболее значимые работы
- Durant, Will (1917) Philosophy and the Social Problem. New York: Macmillan.
- Durant, Will (1926) The Story of Philosophy. New York: Simon and Schuster.
- Durant, Will (1927) Transition. New York: Simon and Schuster.
- Durant, Will (1929) The Mansions of Philosophy. New York: Simon and Schuster. Later with slight revisions re-published as The Pleasures of Philosophy
- Durant, Will (1930) The Case for India. New York: Simon and Schuster.
- Durant, Will (1931) Adventures in Genius. New York: Simon and Schuster.
- Durant, Will (1953) The Pleasures of Philosophy. New York: Simon and Schuster.
- Durant, Will & Durant, Ariel (1968) The Lessons of History. New York: Simon and Schuster.
- Durant, Will & Durant, Ariel (1970) Interpretations of Life. New York: Simon and Schuster.
- Durant, Will & Durant, Ariel (1977) A Dual Autobiography. New York: Simon and Schuster.
- Durant, Will (2001) Heroes of History: A Brief History of Civilization from Ancient Times to the Dawn of the Modern Age. New York: Simon and Schuster. Actually copyrighted by John Little and the Estate of Will Durant.
- Durant, Will (2002) The Greatest Minds and Ideas of All Time. New York: Simon and Schuster.

### История цивилизации
- Durant, Will (1935) Our Oriental Heritage. New York: Simon and Schuster.
- Durant, Will (1939) The Life of Greece. New York: Simon and Schuster.
- Durant, Will (1944) Caesar and Christ. New York: Simon and Schuster.
- Durant, Will (1950) The Age of Faith. New York: Simon and Schuster.
- Durant, Will (1953) The Renaissance. New York: Simon and Schuster.
- Durant, Will (1957) The Reformation. New York: Simon and Schuster.
- Durant, Will, & Durant, Ariel (1961) The Age of Reason Begins. New York: Simon and Schuster.
- Durant, Will, & Durant, Ariel (1963) The Age of Louis XIV. New York: Simon and Schuster.
- Durant, Will, & Durant, Ariel (1965) The Age of Voltaire. New York: Simon and Schuster.
- Durant, Will, & Durant, Ariel (1967) Rousseau and Revolution. New York: Simon and Schuster.
- Durant, Will, & Durant, Ariel (1975) The Age of Napoleon. New York: Simon and Schuster.

### На русском языке
- Дюрант, Вилл Цезарь и Христос. / [История Рима: Пер. с англ.] — М.: АО «КРОН-пресс», 1995. — 735 с., [16] л. ил. 24 см. — ISBN 5-8317-0136-0
- Дюрант, Вилл Жизнь Греции. — М.: АО «КРОН-пресс», 1997. — 704 с. — ISBN 5-232-00347-X